# Aci Platani
Aci Platani is een plaats (frazione) in de Italiaanse gemeente Acireale.